# Ameriški pit bull terier
Ameriški pitbul terier je pasma psov, ki jo priznava Združeni kinološki klub (UKC) in Ameriško združenje rejcev psov (ABDA), ne pa tudi Ameriški kinološki klub (AKC). Gre za srednje velikega, inteligentnega, kratkodlakega psa, trdne postave, katerega predniki so prišli iz Britanskega otočja. V primerjavi z angleškim stafordskim bull terierjem je ameriški pitbul terier večji za 15 do 20 cm in težji za 11 do 16 kg. Ameriški pitbul terierji se razlikujejo po velikosti. Samci so običajno visoki od 45 do 53 cm in težki od 15 do 27 kg, samice pa visoke običajno od 43 do 50 cm in težke od 13 do 22 kg.
Po navedbah ADBA naj bi bil ameriški Pitbul srednje velik, s kratkim plaščem in gladko natančno opredeljeno mišično strukturo. Oči naj bi bile okrogle ali mandljaste, ušesa pa majhne do srednje velikosti. Rep je predpisan, da je rahlo debel in se do konice zožuje. ADBA zahteva, da je plašč sijajen, gladek, kratek in trden na dotik. Barvni vzorci ki so značilni za to pasmo so enobarvni ali smoking. 
Kljub pogovorni rabi izraza "pitbul", ki zajema celotno kategorijo psov, in zakoniti uporabi izraza, ki vključuje več pasem v zakonodajo, nekateri konzervativno poklicni rejci ameriškega pitbul terierja ter nekateri strokovnjaki in privrženci trdijo da je v preteklosti Ameriški pitbul terier edini pravi "pitbul" in edina pasma, ki bi jo bilo treba označiti kot tako.
Dvanajst evropskih držav, pa tudi Avstralija, Kanada, Ekvador, Malezija, Nova Zelandija, Portoriko, Singapur in Venezuela, so uvedle določeno vrsto pasme specifične zakonodaje o psih tipa bul, vključno z ameriškimi Pitbul terierji, od popolnih prepovedi do omejitev in pogojev glede lastništva. Država Novi Južni Wales v Avstraliji omejuje pasmo, vključno z obvezno sterilizacijo. Pasma je prepovedana v Združenem kraljestvu, v kanadski provinci Ontario in na številnih lokacijah v ZDA.

## Zgodovina
Do sredine 19. stoletja so skupaj vzrejali zdaj že izumrlega staroangleškega terierja in staroangleškega buldoga, da bi dobili psa, ki bi združeval igrivost terierja ter moč in atletskost buldoga. Ta vrsta psa, vzrejena na Britanskem otočju, je postala znana kot bulterier. Ti psi so konec devetnajstega stoletja prispeli v Združene države, kjer so postali neposredni predniki ameriškega pitbulterierja.
V Združenem kraljestvu so buldoge uporabljali v krvavih športih, kot sta vaba na bika in medveda. Ti krvavi športi so bili uradno prepovedani leta 1835, ko je Velika Britanija uvedla zakone o zaščiti živali. Ker je pasje boje ceneje organizirati in jih je veliko lažje skriti pred zakonom kot bikoborbo ali medvedjo vabo, so podporniki krvnih športov namesto tega začeli svoje pse postavljati drug proti drugemu. Pasje boje so uporabljali kot krvni šport (pogosto je vključeval igre na srečo) in kot način za nadaljnje preverjanje kakovosti svojih živali. Desetletja pozneje so pasje boje skrivaj prirejali na majhnih območjih Velike Britanije. Ti psi so prišli v Ameriko približno med letoma 1845 in 1860, kjer so se pasji boji nadaljevali. 10. februarja 1898 je Združeni kinološki klub (UKC) priznal pasmo kot ameriški pitbulterier.
V začetku 20. stoletja je UKC za nekaj časa začel registrirati ime pasme z besedo "pit" v oklepaju (American (Pit Bull Terrier)), da bi olajšal javno prepoznavnost kot ameriški bulterier, vendar to ni trajalo dolgo in se je vrnilo k prejšnji obliki.